# Jason Young (curler)
Jason Young (ur. 20 września 1979) – kanadyjski curler, mistrz świata juniorów z 1999.
Jason jako skip w 1998 wygrał w prowincjonalnych mistrzostwach mikstów juniorów oraz w kategorii schoolboys.
W sezonie 1998/1999 Young dołączył do drużyny Johna Morrisa, zastąpił na drugiej pozycji Andy'ego Ormsbya. Drużyna ta rok wcześniej zdobyła tytuł mistrzów świata.
Wraz z nowym zespołem Young wygrał mistrzostwa juniorów na stopniu prowincjonalnym. W Mistrzostwach Kanady 1999 po wygraniu tie-braker z Albertą i półfinału przeciwko Nowej Fundlandii i Labradorowi (Brad Gushue) zespół Morrisa zmierzył się z Kolumbią Brytyjską (Jeff Richard). Finał zakończył się wynikiem 7:3 dla Ontario. W fazie grupowej Mistrzostw Świata Juniorów 1999 Kanada przegrała jedynie 1 z 9 meczów. W półfinale zespół Morrisa pokonał Szwecję (Patric Håkansson) 9:2 i ostatecznie w finale Szwajcarię (Christian Haller) 6:2.
W następnym sezonie Young stworzył swoją drużynę, z którą wygrał eliminacje prowincjonalne i wystąpił na Mistrzostwach Kanady Juniorów 2000. Podobnie jak rok wcześniej Ontario rozegrało tie-breaker, jednak w meczu z Saskatchewanem przegrało 4:8 i w klasyfikacji końcowej zajęło 4. miejsce.
W 2000 przyłączył się do Heatha McCormicka, w 2007 zmienił zespół i grał jako trzeci u Chada Allena. W sezonie 2008/2009 to on został skipem w tej drużynie.

## Drużyna
|           | Czwarty         | Trzeci       | Drugi          | Otwierający  |
| --------- | --------------- | ------------ | -------------- | ------------ |
| 2008/2010 | Jason Young     | Chad Allen   | Tyler Morgan   | Jay Allen    |
| 2007/2008 | Chad Allen      | Jason Young  | Tyler Morgan   | Jay Allen    |
| 2006/2007 | Heath McCormick | Jason Young  | Shaun Harris   | Mark Bice    |
| 2003/2004 | Heath McCormick | Brent Laig   | Jason Young    | Shaun Harris |
| 2000/2001 | Heath McCormick | Jason Young  | Shaun Harris   | Jake Higgs   |
| 1999/2000 | Jason Young     | Tyler Morgan | Kris Bourgeois | Jeff Young   |
| 1998/1999 | John Morris     | Craig Savill | Jason Young    | Brent Laing  |